# Гамбеттола
Гамбеттола, Ґамбеттола (італ. Gambettola) — муніципалітет в Італії, у регіоні Емілія-Романья, провінція Форлі-Чезена.
Гамбеттола розташована на відстані близько 250 км на північ від Рима, 90 км на південний схід від Болоньї, 27 км на південний схід від Форлі.
Населення — 10 637 осіб (2014).
Щорічний фестиваль відбувається 8 вересня. Покровитель — Sant'Egidio Abate.

## Демографія
Населення за роками:

Станом на 1 січня 2023 року в муніципалітеті офіційно проживали 1534 іноземці з 47 країн, серед них 616 громадян країн Євросоюзу та 31 громадянин України.

## Сусідні муніципалітети
- Чезена
- Чезенатіко
- Гаттео
- Лонджано